# Dubouzetia kairoi
Dubouzetia kairoi är en tvåhjärtbladig växtart som beskrevs av M.J.E. Coode. Dubouzetia kairoi ingår i släktet Dubouzetia och familjen Elaeocarpaceae. Inga underarter finns listade i Catalogue of Life.